# Rheinfels-Apotheke

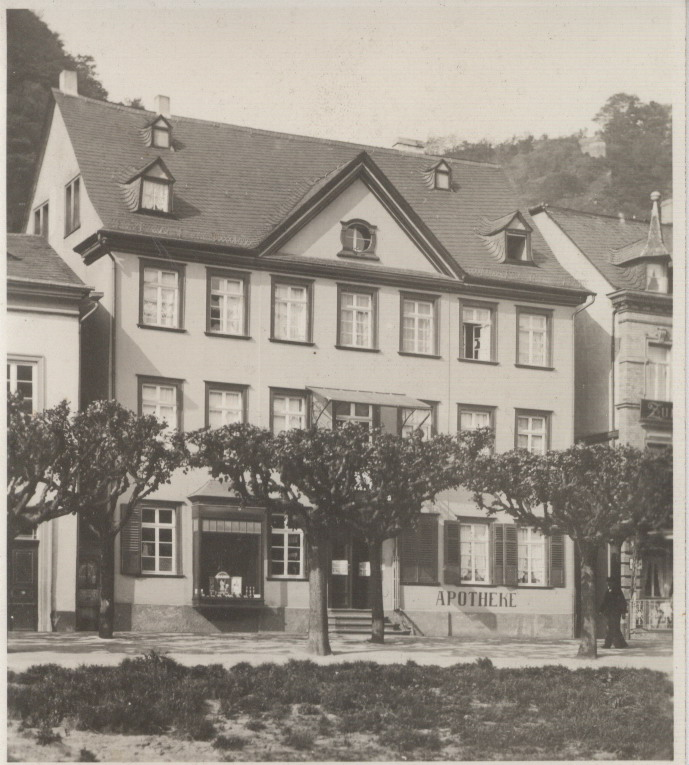
Die Rheinfels-Apotheke im Jahr 1925

Die Rheinfels-Apotheke war eine Apotheke in St. Goar.

## Geschichte
Die Apotheke wurde im Jahr 1598 von Franz Schmoll errichtet und war damals nach den Apotheken in Kassel und Marburg die dritte Apotheke im damaligen Hessen. Teile einer Einrichtung der Apotheke aus der ersten Hälfte des 20. Jahrhunderts sind auf der Burg Rheinfels im Heimatmuseum ausgestellt.
Die Rheinfels-Apotheke in St. Goar hatte 1971 das Jubiläum 100 Jahre im Besitz der Familie Meyer zu sein. Aus diesem Anlass wurde ein Festschrift herausgegeben, die von Ilse Meyer, der Ehefrau des damaligen Besitzers Hermann Meyer, zusammengestellt wurde. In dieser Festschrift (s. Weblinks) ist die bewegte Geschichte der Apotheke seit ihrer Gründung 1598 bis 1971 beschrieben. In dieser Zeit befand sie sich in verschiedenen Häusern aus St. Goar. So z. B. in der Rheinstrasse zwischen dem Haus des Johann Georg Michel und dem des Philipp Schneider und danach im Haus Kronier (heute Heerstr. 63). Daher hat die angrenzende Gasse zu diesem Haus den Namen „Apothekengasse“. Der erste Besitzer aus der Familie Meyer, Albert Ludwig Meyer, ersteigerte die Apotheke am 3. Juli 1871 und verlegte sie dann im Frühjahr 1888 zwei Häuser rheinaufwärts in die heutige Heerstr. 59. Nach den weiteren Besitzern Karl August Meyer und Hermann Georg Meyer wurde sie 1990 unter Ulrich Ludwig Meyer in die Stadtmitte Heerstr. 91 verlegt. Der Familienbesitz der Rheinfels-Apotheke wurde 1997 in der vierten Generation mit dem Verkauf an den Apotheker I. Schwarz beendet. Am 31. Dezember 2011 schloss dieser die Rheinfels-Apotheke und damit wurde auch deren über 400 Jahre dauernde Geschichte beendet.